# Переворот у Республіці Верхня Вольта (1966)
Державний переворот у Республіці Верхня Вольта стався 3 січня 1966 року, коли після заворушень у столиці Верхньої Вольти Уагадугу заколотники скинули президента країни Моріса Ямеого. Переворот став першим у Республіці Верхня Вольта і з того часу в країні керували військові. До влади прийшов лейтенант Сангуле Ламізана, який керував країною до 1980 року, поки в ході чергового перевороту не скинули і його.